# Câu hỏi số 5
Câu hỏi số 5 là một bộ phim truyền hình thuộc loạt phim Cảnh sát hình sự được thực hiện bởi Trung tâm Phim truyền hình Việt Nam, Đài Truyền hình Việt Nam do Bùi Quốc Việt làm đạo diễn. Phim phát sóng vào lúc 21h20 thứ 4, 5 hàng tuần bắt đầu từ ngày 12 tháng 8 năm 2015 và kết thúc vào ngày 19 tháng 11 năm 2015 trên kênh VTV3.

## Nội dung
Câu hỏi số 5 bắt đầu bằng việc băng đảng tội phạm khét tiếng Thiên Cơ bị triệt phá, "ông trùm" Quý (Tạ Minh Thảo) bị sa lưới. Công đầu thuộc về Thượng úy Phong (Tiến Lộc) và nhờ đó, anh được đề bạt Đội trưởng Đội trọng án. Niềm vui chưa kịp trọn vẹn thì Phong và đồng đội lại phải đối đầu với hàng loạt vụ án mới với mức độ nghiêm trọng và tinh vi hơn. Bốn vụ án mạng liên tiếp xảy ra, mà cứ sau khi ra tay, hung thủ đều để lại hiện trường một câu hỏi. Vì thế, lực lượng Công an cố gắng bằng mọi cách ngăn chặn không để câu hỏi thứ 5 xảy ra, tức là ngăn một tội ác nữa xuất hiện.

## Diễn viên
- Tiến Lộc trong vai Thượng úy Vũ Hồng Phong[5]
- Phạm Bảo Anh trong vai Đại úy Nguyễn Đức Anh[6]
- Đỗ Kỷ trong vai Đại tá Lê Bá Thiết[5]
- Kiều Thanh trong vai Linh Lam/Linh Nga[5]
- Thanh Hoa trong vai Thủy[6]
- Chí Nhân trong vai Linh "Công tử"/Linh "đù"[5]
- Tạ Minh Thảo trong vai Lê Đức Quý (Quý "Bố già")[6]
- Hoàng Tùng trong vai Trung tá Trần Văn Mạnh
- Doãn Quốc Đam trong vai Lê Minh Khánh (Khánh "Què")
- Ngọc Dương trong vai Trung úy Tân
- Nguyễn Lộc trong vai Thiếu úy Đặng Đức Dũng
- Thanh Huyền trong vai Trung úy Nguyễn Thị Hải Mi
- Võ sư Vũ Hải trong vai Hoàng "đại ca"
- Tiến Đại trong vai Bá Linh

Cùng một số diễn viên khác...

## Nhạc phim
- Đến nơi bình yên

Sáng tác: Lê Anh Dũng
Thể hiện: Lưu Hương Giang
- Nỗi đau không tên

Sáng tác: Lê Anh Dũng
Thể hiện: Trà My

## Sự cố phát sóng
Trong buổi phát sóng tối ngày 12 tháng 11 năm 2015, VTV đã chiếu nhầm tập 27 phát sóng từ hôm trước thay vì chiếu tập 28 của phim. Khi lên sóng được khoảng vài phút, rất nhiều khán giả, báo chí nhanh chóng phản ánh vụ việc tới đài truyền hình, sau đó được nhà đài giải thích là do "kỹ thuật viên bị nhầm". Sự cố này đã được sửa lại sau khoảng 10 phút và tập phim mới được chiếu tiếp.

## Giải thưởng
| Năm  | Giải thưởng  | Hạng mục               | (Người) đề cử | Kết quả | Tham khảo |
| ---- | ------------ | ---------------------- | ------------- | ------- | --------- |
| 2016 | Ấn tượng VTV | Nam diễn viên Ấn tượng | Chí Nhân      | Đề cử   | [ 8 ]     |